# Thibodaux (Louisiana)

Das Lafourche Parish, Thibodaux im Nordwesten

Thibodaux (ˈtɪbədoʊ) ist eine kleine Stadt im US-Bundesstaat Louisiana. Das U.S. Census Bureau hat bei der Volkszählung 2020 eine Einwohnerzahl von 15.948 ermittelt.
Sie ist dritte und älteste Stadt im Lafourche Parish sowie dessen Verwaltungssitz und liegt rund 120 km südwestlich von New Orleans. Sie liegt im Bereich des als Bayou Lafourche bekannten Ausläuferbereichs des Mississippi-Delta-Systems.

## Bevölkerung
Die Bevölkerung betrug laut Volkszählung von 2010 14.566 Einwohner und ist gegenüber der Volkszählung von 2000 nur leicht gestiegen; davon sind 6.709 männlichen und 7.857 weiblichen Geschlechts.

## Gliederung und Verwaltung
Thibodaux gehört zur heutigen Houma–Bayou Cane–Thibodaux Metropolitan Statistical Area.
Der heutige Bürgermeister Tommy Eschete löste Ende 2010 den langjährigen Bürgermeister Charles Caillouet ab.

## Geschichte
Die Ursprungsbevölkerung, die Chitimacha, sind Angehörige eines nordamerikanischen Indianerstammes der Makro-Algonkin-Sprachfamilie und waren einst der mächtigste Stamm an der nördlichen Küste des Golfes von Mexiko westlich des heutigen Floridas.
Die Gemeinde entstand im 18. Jahrhundert und erhielt 1830 den Namen Thibodauxville, benannt nach dem örtlichen Plantagenbesitzer und Interimsgouverneur Louisianas Henry S. Thibodaux. Sie erhielt 1838 das Stadtrecht und wurde in Thibodeaux umbenannt. Die heutige Schreibweise Thibodaux wurde 1918 angenommen.

### Sezessionskrieg
Im Oktober 1862, im Anschluss an den Kampf Georgias um Labadieville, wurde Thibodaux von der Vereinigungsarmee unter Godfrey Weitzel, derzeit in Ostlouisiana unter dem Kommando von General Nathaniel Prentiss Banks, besetzt. Schwarze und Weiße flüchteten daraufhin in die Städte. Unter General Alfred Mouton wurden Siedlungen, Brücken, Zuckerrohrplantagen und Lagerstätten verbrannt. In der Folgezeit hatten die Plantagenbesitzer Schwierigkeiten, Arbeitsverträge mit der schwarzen Bevölkerung zu schließen.

### Thibodaux-Massaker
Ein von den Knights of Labor organisierter Streik der Zuckerrohrarbeiter gipfelte im „Thibodaux-Massaker“ vom 1. bis 4. November 1887, dem zweitblutigsten Arbeitskampf in der US-amerikanischen Geschichte. Bei diesem Streik wurde um höhere Löhne für 10.000 Arbeiter (nur 1.000 davon waren Weiße) gekämpft, wodurch die für diese Region wichtige Zuckerrohrernte nicht mehr sichergestellt war. Die Plantagenbesitzer wurden durch außenstehende Organisationen unterstützt durch den Gedanken, die ganze Ernte zu verlieren, was Außenstehende alarmierte. Miteinbezogen waren die Plantagen in den Parishes Terrebonne und Lafourche. Auf die Bitte der Plantagenbesitzer rief der Gouverneur die Miliz hinzu. Bemühungen, den Streik zu beenden, führten zur Ermordung von insgesamt 30–35 afro-amerikanischen Arbeitern, die vorwiegend von weißen Anhänger des Paramilitär begangen wurden.
2008 wurde der Film The Man Who Came Back gedreht, der auf dem Thibodaux-Massaker basiert.

## Wirtschaft und Verkehr
Die Wirtschaft wird durch die örtliche Handelskammer, Thibodaux Chamber of Commerce, vertreten.
Thibodaux wird durch den rund vier Kilometer südlich gelegenen Thibodaux Municipal Airport angeflogen.

## Kultur und Sehenswürdigkeiten

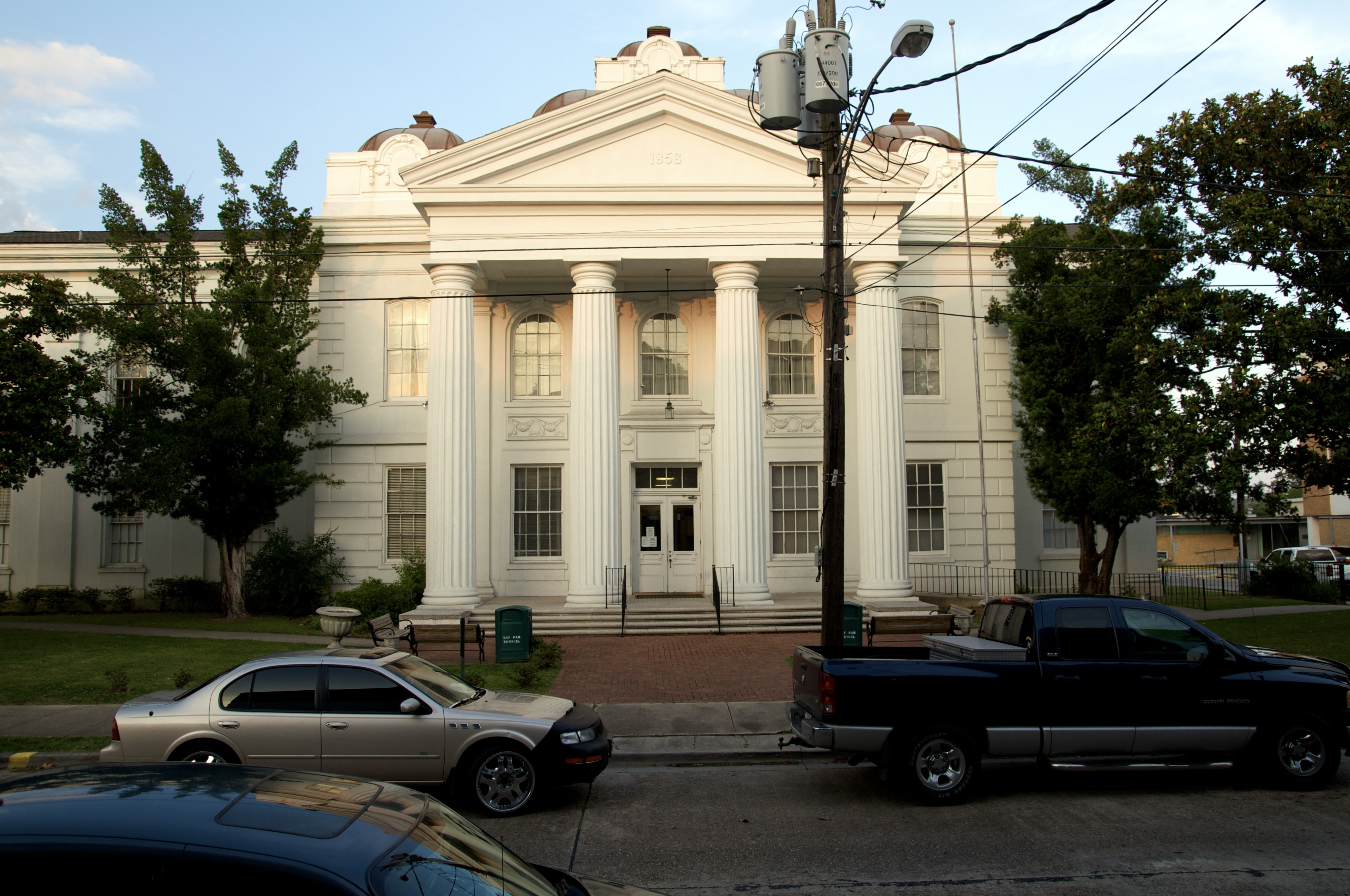
Gerichtsgebäude des Lafourche Parish in Thibodaux

Kulturell gehört Thibodaux zu dem zu Acadiana gehörenden Einflussbereich mit hohem Anteil französischsprechender Einwohner.
Thibodaux ist Sitz der Nicholls State University.
Das National Register of Historic Places verzeichnet mit Stand 2013 31 historische Sehenswürdigkeiten.
Der hohe Anteil von Katholiken in Louisiana spiegelt sich in der Houma-Thibodaux-Diözese wider.
Die katholischen Schutzheiligen von Thibodaux sind Sankt Valeria, eine frühere christliche Märtyrerin, und Sankt Vitalis, ihr Ehemann, war ebenso ein Märtyrer. Eine lebensgroße Reliquie der heiligen Valeria, die einen Armknochen beinhalten soll, wurde 1868 nach Thibodaux gebracht und ist in ihrem Schrein in der St. Joseph Co-Cathedral in Thibodaux ausgestellt. Eine kleinere Reliquie mit einem Relikt von St. Vitalis ist nahe der von St. Valeria ausgestellt. Die heilige Valeria wird auch heute noch üblicherweise angerufen, um Thibodaux vor Hurricans zu schützen, insbesondere 2008 zum Schutz vor dem Hurrikan Ike.
Die Stadt wurde in Hank Williams Jambalaya (On The Bayou), im Lied Amos Moses von Jerry Reed verewigt, in Adalida von George Strait, in Dixie Beauxderaunt von Dan Baird, in I will Play for Gumbo von Jimmy Buffett und in Creole Woman von Toby Keith erwähnt. Des Weiteren ist Thibodaux der Titel eines Songs der Jazzsängerin Marcia Ball.
Richard D’Alton Williams, ein bekannter irischer Patriot, Schriftsteller, und Physiker aus dem 19. Jahrhundert, starb 1862 in Thibodaux an Tuberkulose, und wurde auf dem St. Joseph Friedhof begraben. Sein Grabstein wurde später im Jahr von irischen Mitgliedern des 8th New Hampshire Infantry Regiment errichtet. Ein berühmter Bluesmusiker aus Mississippi, Eddie „Guitar Slim“ Jones, wurde in Thibodaux begraben, wo er auch oft spielte, und wo dessen Manager, Hosea Hill, wohnte.

## Söhne und Töchter der Stadt
- Henry S. Thibodaux (1769–1827), Namensgeber der Stadt, Plantagenbesitzer und Politiker in Louisiana
- Bannon Goforth Thibodeaux (1812–1866), Politiker
- Walter Guion (1849–1927), Jurist und Politiker
- John Robichaux (1866–1939), Musiker
- Numa F. Montet (1892–1985), Politiker
- Louis Abel Caillouet (1900–1984), Weihbischof in New Orleans
- Irma Young (1912–1993), Musikerin und Tänzerin
- Renald Richard (1925–2021), Trompeter und Songwriter
- Lloyd Lambert (1928–1995), Musiker
- Mary Gauthier (* 1962), Sängerin
- Derrick Taylor (* 1963), Basketballspieler und -trainer
- Ronald Joseph Dominique (* 1964), Serienmörder
- Chloe Bridges (* 1991), Schauspielerin, Sängerin und Pianistin
- Graham Patrick Martin (* 1991), Schauspieler
- Greg Robinson (* 1992), Footballspieler

## Persönlichkeiten mit großem Einfluss auf die Stadt
- Edward Douglass White, Senior (1795–1847), US-amerikanischer Politiker und Gouverneur Louisianas
- Edward Dougless White, Junior (1845–1921), US-amerikanischer Politiker, Richter am Obersten Gerichtshof